# Orinho
Edilson Borba de Aquino, bekannt als Orinho, (* 24. Mai 1995 in São Paulo) ist ein brasilianischer Fußballspieler.

## Karriere
Orinho begann seine Karriere beim CA Juventus. In der Saison 2015 spielte er 20 Mal für Juventus in der dritten Liga der Staatsmeisterschaft von São Paulo. Im Sommer 2015 wechselte er zum Erstligisten FC Santos, für den er aber in den Saisonen 2015 und 2016 nicht zum Einsatz kam. Im September 2017 gab er schließlich sein Debüt in der Série A für Santos. Bis zum Ende der Saison 2017 kam er zu zwei Einsätzen in der höchsten brasilianischen Spielklasse. Zur Saison 2018 wurde er an den Zweitligisten AA Ponte Preta verliehen. Für Ponte Preta absolvierte er 15 Spiele in der Série B. Zur Saison 2019 kehrte er wieder zu Santos zurück, zu einem Ligaeinsatz kam er aber nicht, in der Staatsmeisterschaft von São Paulo spielte er sechsmal.
Im September 2019 wechselte Orinho zum Ligakonkurrenten Fluminense FC. Bis zum Ende der Saison 2019 lief er für Fluminense fünfmal in der Série A auf. In der Saison 2020 wiederum kam er aber zu keinem Ligaeinsatz mehr, woraufhin er im Oktober 2020 an den Zweitligisten Oeste FC verliehen wurde. Für Oeste spielte er bis Saisonende viermal in der Série B. Nach dem Ende der Leihe kehrte er nicht mehr nach Rio de Janeiro zurück.
Nach einem Jahr ohne Verein wechselte Orinho zur Saison 2022 nach Belarus zum FK Dinamo Minsk. In der Saison 2022 absolvierte der Abwehrspieler 23 Spiele in der Wyschejschaja Liha. In der Saison 2023 kam er zu 27 Einsätzen, mit Dinamo wurde er Meister. Nach dem Titel wechselte Orinho im Januar 2024 nach Russland zum Zweitligisten Rodina Moskau. Für Rodina spielte er bis zum Ende der Saison 2023/24 14 Mal in der Perwenstwo FNL. Zur Saison 2024/25 zog der Brasilianer weiter zum Erstliga-Aufsteiger FK Chimki.

## Erfolge
Minsk
- Wyschejschaja Liha: 2023